# VyVolení (Słowacja)
VyVolení – słowacka wersja węgierskiego programu typu reality show Való Világ. Stacją telewizyjną, która nadawała program była TV JOJ.
W 1. edycji reality show zwyciężczynią została Melinda Drevenková. W 2. edycji wygrał transseksualista Erik Hilár Lakatošovie.
Oglądalność wynosiła ok. 494 tysięcy widzów (24,9% udział w rynku).